# Temporada 2019–20 de la NHL
La Temporada 2019–20 de la NHL fue la temporada número 103 de la National Hockey League. La temporada modificaciones a causa de la pandemia de COVID-19. 
La temporada finalizó el 28 de septiembre de 2020 con la victoria de Tampa Bay Lightning contra Dallas Stars en la Copa Stanley de 2020 a seis partidos.

## Clasificación
La clasificación se estableció tomando en cuenta el porcentaje de victorias. 
| Nº | Equipo                | PJ | V  | D  | PR | GF  | GC  | Dif  | %    |                                            |
| -- | --------------------- | -- | -- | -- | -- | --- | --- | ---- | ---- | ------------------------------------------ |
| 1  | Boston Bruins         | 70 | 44 | 14 | 12 | 227 | 174 | +53  | 71,4 | Clasificado a la fase final                |
| 2  | Tampa Bay Lightning   | 70 | 43 | 21 | 6  | 245 | 195 | +50  | 65,7 | Clasificado a la fase final                |
| 3  | Washington Capitals   | 69 | 41 | 20 | 8  | 240 | 215 | +25  | 65,2 | Clasificado a la fase final                |
| 4  | Philadelphia Flyers   | 69 | 41 | 21 | 7  | 232 | 196 | +36  | 64,5 | Clasificado a la fase final                |
| 5  | Pittsburgh Penguins   | 69 | 40 | 23 | 6  | 224 | 196 | +28  | 62,3 | Clasificado a la ronda eliminatoria previa |
| 6  | Carolina Hurricanes   | 68 | 38 | 25 | 5  | 222 | 193 | +29  | 59,6 | Clasificado a la ronda eliminatoria previa |
| 7  | New York Islanders    | 68 | 35 | 23 | 10 | 192 | 193 | -1   | 58,8 | Clasificado a la ronda eliminatoria previa |
| 8  | Toronto Maple Leafs   | 70 | 36 | 25 | 9  | 238 | 227 | +11  | 57,9 | Clasificado a la ronda eliminatoria previa |
| 9  | Columbus Blue Jackets | 70 | 33 | 22 | 15 | 180 | 187 | -7   | 57,9 | Clasificado a la ronda eliminatoria previa |
| 10 | Florida Panthers      | 69 | 35 | 26 | 8  | 231 | 228 | +3   | 56,5 | Clasificado a la ronda eliminatoria previa |
| 11 | New York Rangers      | 70 | 37 | 28 | 5  | 234 | 222 | +12  | 56,4 | Clasificado a la ronda eliminatoria previa |
| 12 | Montreal Canadiens    | 71 | 31 | 31 | 9  | 212 | 221 | -9   | 50,0 | Clasificado a la ronda eliminatoria previa |
| 13 | Buffalo Sabres        | 69 | 30 | 31 | 8  | 195 | 217 | -22  | 49,3 | No clasificado                             |
| 14 | New Jersey Devils     | 69 | 28 | 29 | 12 | 189 | 230 | -41  | 49,3 | No clasificado                             |
| 15 | Ottawa Senators       | 71 | 25 | 34 | 12 | 191 | 243 | -52  | 43,7 | No clasificado                             |
| 16 | Detroit Red Wings     | 71 | 17 | 49 | 5  | 145 | 267 | -122 | 27,5 | No clasificado                             |

| Nº | Equipo               | PJ | V  | D  | PR | GF  | GC  | Dif | %    |                                            |
| -- | -------------------- | -- | -- | -- | -- | --- | --- | --- | ---- | ------------------------------------------ |
| 1  | St. Louis Blues      | 71 | 42 | 19 | 10 | 225 | 193 | +32 | 66,2 | Clasificado a la fase final                |
| 2  | Colorado Avalanche   | 70 | 42 | 20 | 8  | 237 | 191 | +46 | 65,7 | Clasificado a la fase final                |
| 3  | Vegas Golden Knights | 71 | 39 | 24 | 8  | 227 | 211 | +16 | 60,6 | Clasificado a la fase final                |
| 4  | Dallas Stars         | 69 | 37 | 24 | 8  | 180 | 177 | +3  | 59,4 | Clasificado a la fase final                |
| 5  | Edmonton Oilers      | 71 | 37 | 25 | 9  | 225 | 217 | +8  | 58,5 | Clasificado a la ronda eliminatoria previa |
| 6  | Nashville Predators  | 69 | 35 | 26 | 8  | 215 | 217 | -2  | 56,5 | Clasificado a la ronda eliminatoria previa |
| 7  | Vancouver Canucks    | 69 | 36 | 27 | 6  | 228 | 217 | +11 | 56,5 | Clasificado a la ronda eliminatoria previa |
| 8  | Calgary Flames       | 70 | 36 | 27 | 7  | 210 | 215 | -5  | 56,4 | Clasificado a la ronda eliminatoria previa |
| 9  | Winnipeg Jets        | 71 | 37 | 28 | 6  | 216 | 203 | +13 | 56,3 | Clasificado a la ronda eliminatoria previa |
| 10 | Minnesota Wild       | 69 | 35 | 27 | 7  | 220 | 220 | 0   | 55,8 | Clasificado a la ronda eliminatoria previa |
| 11 | Arizona Coyotes      | 70 | 33 | 29 | 8  | 195 | 187 | +8  | 52,9 | Clasificado a la ronda eliminatoria previa |
| 12 | Chicago Blackhawks   | 70 | 32 | 30 | 8  | 212 | 218 | -6  | 51,4 | Clasificado a la ronda eliminatoria previa |
| 13 | Anaheim Ducks        | 71 | 29 | 33 | 9  | 187 | 226 | -39 | 47,2 | No clasificado                             |
| 14 | Los Angeles Kings    | 70 | 29 | 35 | 6  | 178 | 212 | -34 | 45,7 | No clasificado                             |
| 15 | San Jose Sharks      | 70 | 29 | 36 | 5  | 182 | 226 | -44 | 45,0 | No clasificado                             |

## Estadísticas

### Porteros
| Portero            | Equipo                | PJ | V  | D  | P | Min.    | GC  | Med. | % P. | 0 |  |
| Tuukka Rask        | Boston Bruins         | 41 | 26 | 8  | 6 | 2401.47 | 85  | 2,12 | 92,9 | 5 |  |
| Darcy Kuemper      | Arizona Coyotes       | 29 | 16 | 11 | 2 | 1753.24 | 65  | 2,22 | 92,8 | 2 |  |
| Elvis Merzļikins   | Columbus Blue Jackets | 33 | 13 | 9  | 8 | 1815.8  | 71  | 2,35 | 92,3 | 5 |  |
| Jaroslav Halák     | Boston Bruins         | 31 | 18 | 6  | 6 | 1833.22 | 73  | 2,39 | 91,9 | 3 |  |
| Pavel Francouz     | Colorado Avalanche    | 34 | 21 | 7  | 4 | 1914.16 | 77  | 2,41 | 92,3 | 1 |  |
| Carter Hart        | Philadelphia Flyers   | 43 | 24 | 13 | 3 | 2355.50 | 95  | 2,42 | 91,4 | 1 |  |
| Tristan Jarry      | Pittsburgh Penguins   | 33 | 20 | 12 | 1 | 1926.29 | 78  | 2,43 | 92,1 | 3 |  |
| Bejamin Bishop     | Dallas Stars          | 44 | 21 | 16 | 4 | 2473.49 | 103 | 2,50 | 92,0 | 2 |  |
| Andreï Vassilevski | Tampa Bay Lightning   | 52 | 35 | 14 | 3 | 3121.54 | 133 | 2,56 | 91,7 | 3 |  |
| Jordan Binnington  | Saint Louis Blues     | 50 | 30 | 13 | 7 | 2947.41 | 126 | 2,56 | 91,2 | 3 |  |